# Oltványi Ambrus
Oltványi Ambrus (Budapest, 1932. április 1. – Budapest, 1983. szeptember 30.) irodalomtörténész.

## Élete
Ártinger Imre képzőművészeti szakíró, pénzügyminiszter fia. Egész életében gyermekparalízisben szenvedett.
1954-ben a Budapesti Egyetemen szerzett tanári és doktori diplomát, majd az Irodalomtörténeti Intézet tudományos munkatársa lett. 1956. november 15-én szovjet katonák ellenforradalmi röpiratok terjesztésének vádjával letartóztatták. Néhány nappal később kiszabadult, de letartóztatása idején édesanyja öngyilkos lett. 1957-től nem vállalt állást.
Fő kutatási területe a 19. századi magyar irodalom és művelődéstörténet volt. Példaszerű szövegkiadásokat, kritikai kiadásokat rendezett sajtó alá. 1962–1975 között több Jókai-regény kiadásra való előkészítése fűződik a nevéhez.

## Emlékezete
Halála után irodalomtörténeti kutatók jutalmazására Oltványi Ambrus-alapítványt hoztak létre.

## Művei
- Pulszky Ferenc: Életem és korom. (Budapest, 1958)
- Vörösmarty Mihály: Drámák. (Budapest, Budapest, 1966)
- Toldy Ferenc – Bajza József levelezése. (Budapest, 1969)
- Jókai Mór levelezése (1860–1876). (Budapest, 1975)
- Program és hivatás. Magyar folyóiratok programcikkeinek válogatott gyűjteménye. Budapest. (tsz. Kókay György, Vargha Kálmán, Budapest, 1978)
- Széchenyi István: Napló. (Budapest, 1978)
- Eötvös József: A XIX. század uralkodó eszméinek befolyása az államra. (Budapest, 1981)
- Falk Miksa: Gr. Széchenyi István utolsó évei és halála. (az utószót írta, Budapest, 1984)